# Silvio Stritzel
Silvio Stritzel (Trieste, 22 dicembre 1893 – Villa d'Adda, 24 gennaio 1970) è stato un allenatore di calcio e calciatore italiano, di ruolo portiere.
Nel dicembre 1918 è stato uno dei fondatori della Triestina.
Alla nascita era cittadino dell'Impero Austro-Ungarico, cui Trieste appartenne fino alla fine della prima guerra mondiale. Nonostante le chiare origini italiane, fino all'annessione di Trieste veniva considerato uno straniero a tutti gli effetti, tanto che il 15 dicembre 1912 giocò con una selezione dei migliori stranieri del campionato italiano in una partita amichevole contro la Nazionale italiana, vinta per 2-1 dagli azzurri.

## Biografia
Nel 1908, per evitare di dover servire nell'esercito austriaco, lascia Trieste e fugge all'estero, viaggiando per alcuni anni in vari Paesi europei (Inghilterra, Francia, Svizzera, Ungheria). È proprio in Inghilterra che inizia a giocare a calcio.

## Carriera

### Giocatore
Inizia la carriera da calciatore in Inghilterra, al Tottenham, come centromediano. Dopo poco tempo a causa di un infortunio dovette abbandonare questo ruolo, iniziando a giocare come portiere. Tornato in Italia si unisce al Foot Ball Club Venezia, con il quale gioca alcune gare in Prima Categoria (la massima serie dell'epoca). Dopo la fine della guerra tornò a Trieste, dove divenne il primo portiere della storia della Triestina, squadra di cui ricoprì fino al 1920 anche il ruolo di cassiere. Dal 1920 al 1922 giocò nella Novese, con cui nella stagione 1921-1922 vinse lo scudetto. Tornò in seguito a Trieste, all'Edera, per poi chiudere la carriera nell'Olympia Fiume, che abbandonò dopo aver giocato una sola partita, contro il Monfalcone il 4 ottobre 1925.

### Allenatore
Negli anni '30 allenò varie squadre, tra cui il Seregno ed il Foggia, in Serie B; terminò la carriera di allenatore al termine della stagione 1938-1939, nella quale aveva allenato il Sondrio nel campionato di Seconda Divisione.

## Palmarès

### Giocatore

#### Competizioni nazionali
- Campionato italiano: 1

Novese: 1921-1922